# أنطونيو جيسوس كوريا
أنطونيو جيسوس كوريا (بالبرتغالية: António Jesus Correia‏) (3 أبريل 1924 في البرتغال - 30 نوفمبر 2003 في البرتغال) هو لاعب كرة قدم برتغالي في مركز الهجوم. شارك مع منتخب البرتغال لكرة القدم. أما مع النوادي، فقد لعب مع سبورتينغ لشبونة ونادي فابريل.

## مسيرته الكروية
لعب أنطونيو جيسوس كوريا خلال مسيرته الاحترافية مع ناديين في أحد عشر موسمًا وسجل خلالها 128 هدف ضمن 159 مباراة. حيث فاز في ثلاثة مواسم بالكأس وفي سبعة مواسم بالدوري.
خاض أنطونيو جيسوس كوريا مسيرته مع نادي سبورتينغ لشبونة في موسم 1943–44 ليلعب معه عشرة مواسم، مشاركًا في 157 مباراة سجل خلالها 127 هدف. ثم انتقل إلى نادي فابريل في موسم 1955–56 لمدة موسم واحد، حيث شارك في مباراتين سجل خلالها هدفًا واحدًا.

## وصلات خارجية
- أنطونيو جيسوس كوريا على موقع قاعدة بيانات كرة القدم.إي يو (الإنجليزية)
- أنطونيو جيسوس كوريا على موقع ناشيونال فوتبول تيمز (الإنجليزية)